# Bomberos de Barcelona
Bomberos de Barcelona (en catalán y oficialmente Bombers de Barcelona) es un cuerpo de bomberos de Cataluña que opera en la ciudad de Barcelona (España). 

## Historia[2]

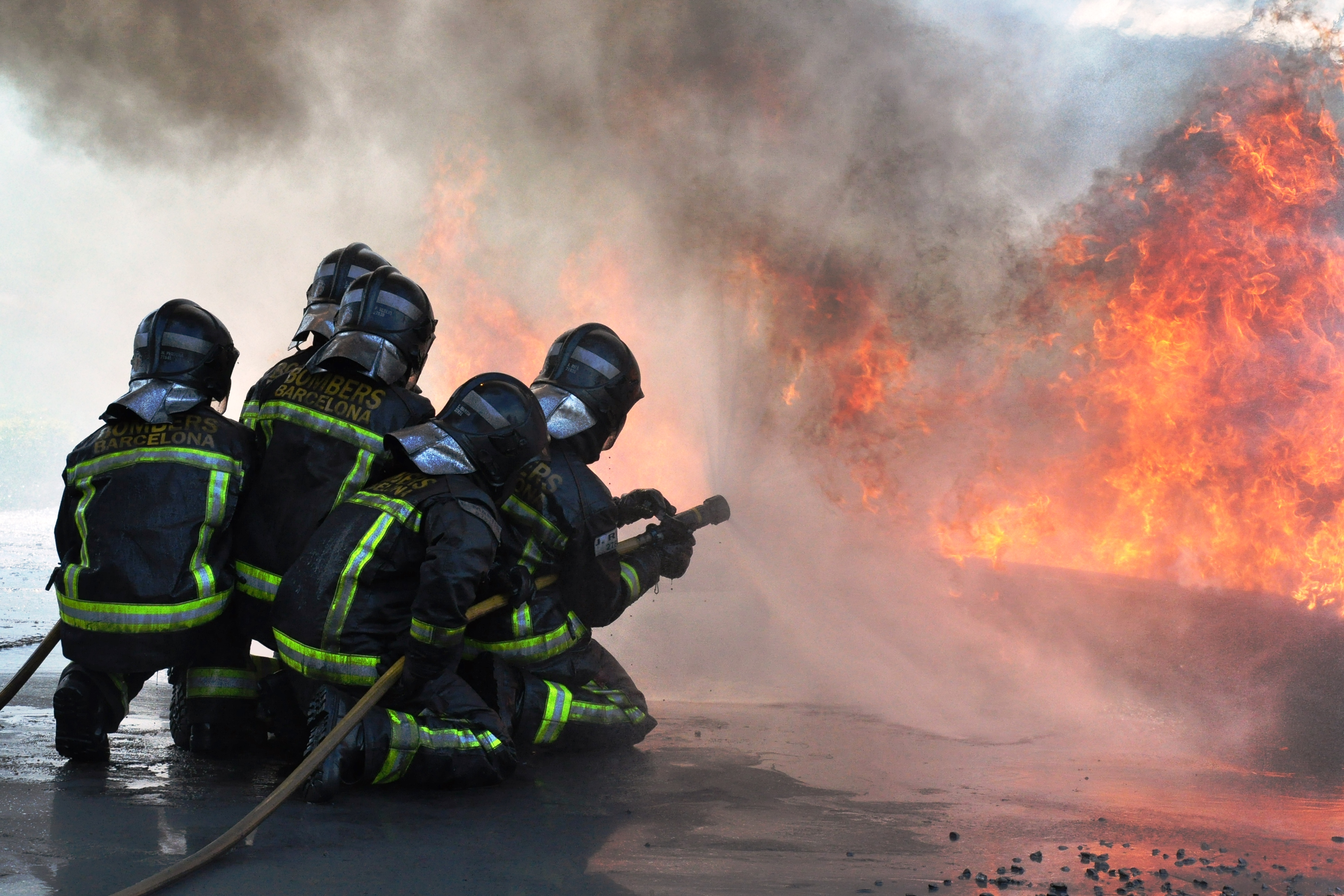
Formación de los nuevos bomberos de Barcelona en Can Padró en 2010.

En 1825 se estableció la primera compañía de zapadores bomberos en la ciudad con apenas 25 bomberos voluntarios que, el 29 de marzo de 1833 quedó definida en un reglamento de funcionamiento y se nombró a Josep Mas i Vila, arquitecto del Ayuntamiento, comandante y primer jefe de la compañía de bomberos de Barcelona.
En 1845 se repartió la gestión de la compañía entre la Mutua de Propietarios  y el Ayuntamiento; en este tiempo había dos jefes, uno nombrado por la Mutua de Propietarios y el otro por el Ayuntamiento. En 1848, ya había unos 120 bomberos separados en dos compañías, y éstas a su vez, divididas en 6 brigadas repartidas por toda la ciudad.
El 9 de abril de 1861, un gran incendio que destruyó completamente el Gran Teatro del Liceo en unas tres horas.
En 1865, el Ayuntamiento, municipalizó definitivamente el Cuerpo de Bomberos, ya que Barcelona alcanzaba una población de unos 200 000 habitantes. Finalmente se hizo cargo el 2 de enero de 1866.
En marzo de 1877 muere el subalterno Joan Klein y Noriega en un incendio en la calle Hospital al derrumbarse el suelo.
Se adquieren los primeros vehículos como la bomba de vapor Merryweather inglesa (1877) y una escalera Chavalier Paolo Porta italiana de 22 metros (1883). En 1879 se inauguraron cuatro nuevos cuarteles: en la ronda de San Pablo, en la Barceloneta, en Hostafrancs y en la ronda de San Pedro.
En 1893 los Bomberos de Barcelona fueron a Santander a extinguir el incendio del vapor Cabo Machichaco, que causó unos 590 muertos y destruyó muchas casas de aquella ciudad. En 1903 ya componían el cuerpo unos 215 hombres.
En 1907 se adquiere el primer vehículo de tracción mecánica, un furgón de la casa Dürkopp & Cia. de Bielefeld (Alemania).
En 1913, con un total de 264 hombres, se aprobó un nuevo reglamento, elaborado por Julio Mariel y Pedro Falcara, que daba al Cuerpo un carácter de servicio permanente.
En 1918,empezaron a usar los racores tipo Barcelona.

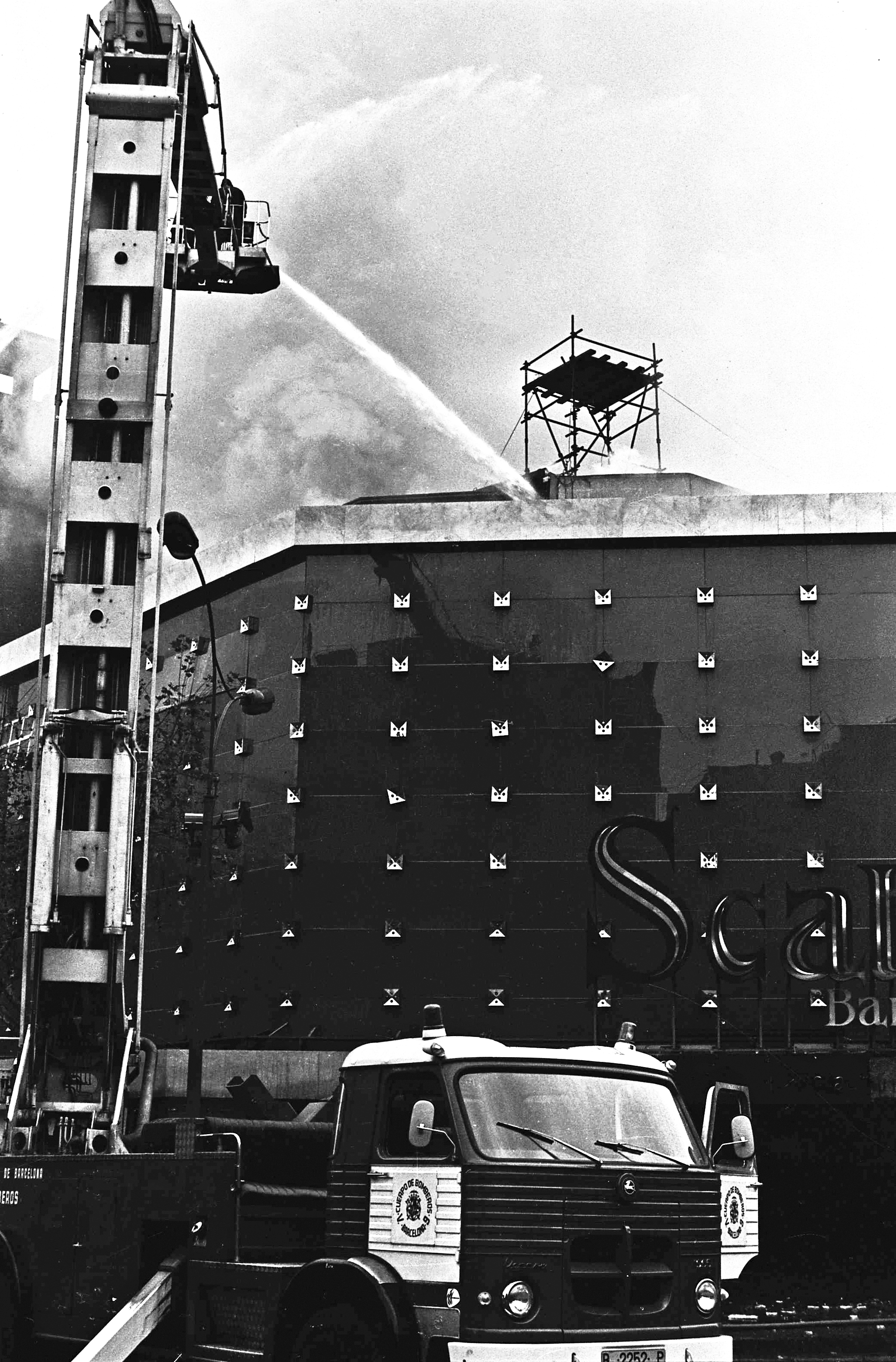
15 de enero de 1978 Sala de fiestas Scala

En 1928 se cambió de número de urgencias: del teléfono de bomberos 3000 se pasó al 12345. Al año siguiente la Exposición Internacional de 1929 supuso una gran inyección económica para los bomberos de la ciudad condal, que les permitió adquirir 22 nuevos vehículos (Magirus, Ford e Hispano-Suiza)
En 1933 se volvió a quemar el Teatro Principal de la Santa Cruz 18 años más tarde, el fuego destruyó todo el interior, pero se pudo salvar el edificio.
El primer bombardeo de la Guerra Civil en la ciudad de Barcelona con obuses, fue 13 de febrero de 1937. y ya en el 1938, bombardeo aéreo.
En 1946 se crea la Agrupación Cultural y Deportiva del Cuerpo de Bomberos, conocida popularmente como La Cultural y en 1949 sale el primer número de la revista Alarma.
En 1963 se produjeron dos grandes incendios industriales: la fábrica Myrurgia y la fábrica de plásticos en la calle Rector Triadó donde murieron dos bomberos. Tan sólo siete años más tarde, morirían otros tres en el incendio de Iberia Radio.
El 19 de junio de 1987, la organización armada ETA hizo un atentado en el centro comercial Hipercor situado en la Avenida Meridiana de Barcelona . El atentado consistió en la explosión de un coche bomba en el segundo sótano del centro comercial. La explosión produjo un agujero en el techo, provocando el incendio y gran cantidad de humo. El número final de víctimas fue de 21 muertos y 45 heridos.
En 1994 se produjo un nuevo incendio volvió a destruir el Gran Teratro del Liceo.
El 25 de abril de 1999 se celebra la primera carrera de bomberos de Barcelona, que homenajea a los bomberos fallecidos en acto de servicio.
El 27 de enero del 2005 se produce el hundimiento del barrio de El Carmelo con un agujero de 20 metros de diámetro y 25 de profundidad en el túnel del metro para la ampliación de la línea 5 que dejó sin hogar durante meses a más de 1200 vecinos. En 2007se incorpora la primera bombera, Miriam Galisteo tras aprobar la oposición (con anterioridad en 1986 entraron al cuerpo 6 sanitarias). El 17 de agosto de 2017, se produce un atentado terrorista en la Rambla, un atropello masivo que deja 15 muertos y cientos heridos, los bomberos del parque de Montjuïc tardan alrededor de un minuto en llegar y se centran en tareas sanitarias y de triaje.
A partir de marzo de 2020, los bomberos de Barcelona, se enfrentaron a la pandemia del Covid-19, desinfectando residencias de ancianos y habilitando espacios sanitarios e incluso trasladando a enfermos.
«Historia de los Bomberos de Barcelona» (en español y catalán). Consultado el 2 de mayo de 2021.

## Escudo
En un primer momento el escudo era losanjado y cuartelado. Primero y cuarto de plata, una cruz llena de gules (color rojo vivo). Segundo y tercero de oro, cuatro (o dos) palos de gules. Sobre el todo, torre marrón, clareada de sable su puerta y de la que salen llamas de oro y gules de sus puertas y ventanas. Acolados, un hacha puesto en banda y una pala en barra formando un sotuer. Acolada también una manguera marrón con racores de sable (color negro) a la altura de los flancos de la punta. Por timbre, corona que, en algunos documentos es ducal y en otros parece ser marquesal. Por cimera un murciélago.
Posteriormente, se eliminó la cimera de murciélago.
Más adelante  el escudo cambió de forma para convertirse en un escudo apuntado. La manguera pasó a ser de sable y con dos lanzas regulables de oro en punta. Todo ello dentro de un fondo parecido al escudo francés antiguo convexo de gules con una orla de plata. Sobre el escudo la palabra "Bombers" y bajo él "Barcelona" en letras de plata.
Finalmente se optó por cambiarlo todo y utilizar el logotipo del Ayuntamiento sobre un fondo circular de gules fileteado de plata. Sobre el logotipo lleva la “Bombers” y bajo él "Barcelona" en letras de oro.
https://ajuntament.barcelona.cat/espaibombers/mediateca/wp-content/uploads/2020/06/apagafocs_15.pdf

## Medallas otorgadas al cuerpo

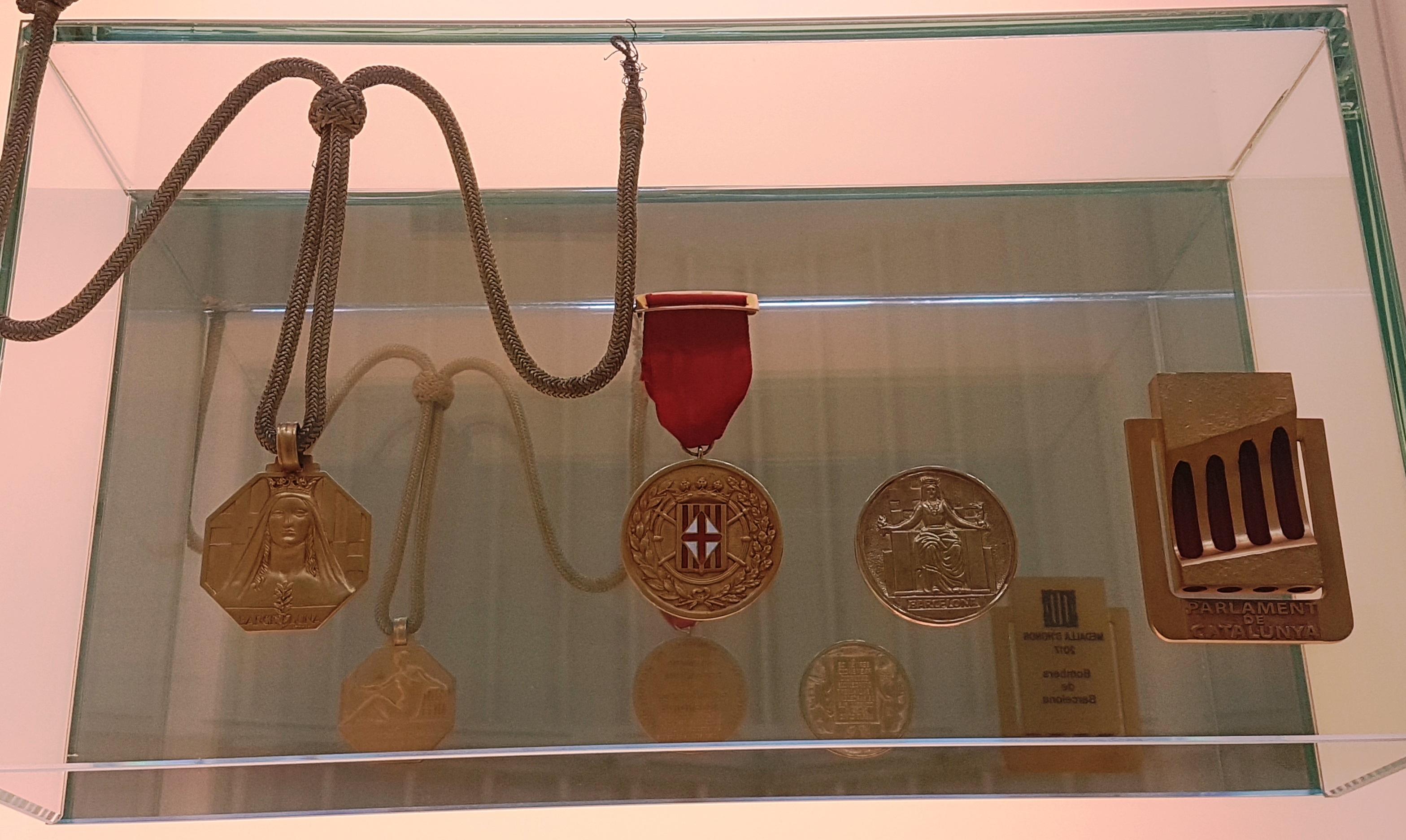
Medallas concedida al Cuerpo de Bomberos

En el Espacio Bomberos de la Calle Lérida, hay una exhibición de las cuatro medallas otorgadas al Cuerpo de Bomberos por su trabajo excepcional en diferentes sucesos de la ciudad:
- Medalla de oro otorgada por el Ayuntamiento de Barcelona el 13 de agosto de 1964.
- Medalla de oro otorgada por el Servicio Provincial de Extinción de Incendios de la Diputación Provincial de Barcelona en el año 1971.
- Medalla de oro al mérito cívico otorgada por el Ayuntamiento de Barcelona para la intervención en el salvamento de las víctimas del ataque terrorista en la Rambla el 17 de agosto de 2017.
- Medalla de honor otorgada por el Parlamento de Cataluña para la intervención en el salvamento de las víctimas del ataque terrorista en la Rambla el 17 de agosto de 2017.[14]

## Casco de bombero[15]

Casco Duraleu-Forte de los años 80

En torno a finales del siglo XIX e inicios de siglo XX se utiliza en España cascos de cuero con grandes escudos en el frontal y con una pequeña cresta metálica, muy similares a los usados en esta época en Alemania. El casco de bomberos de Barcelona de 1920 es un casco de cuero  y peine de latón que comienza relativamente atrás (como a mitad de casco), un barbuquejo de cuero sujetado a los laterales del casco mediante botones y un escudo de armas del ayuntamiento. Este escudo variará con los años.
Posteriormente a este casco se le pondría en torno a 1930 el borde circunferencial de latón. En torno a 1960 empieza a usarse en España un casco metálico pintado en negro derivado del modelo M34 Alemán, con un interior de cuero, gran escudo en el frontal y cresta de latón.
Este modelo se estuvo usando hasta mediados de la década de 1970, cuando fue sustituido por cascos de plástico. Estos cascos de plástico ya no tenía grandes insignias metálicas, sino pegatinas o escudos de termopástico, y solían tener bandas reflectantes en los laterales. Tenían una gran pantalla transparente que podía quitarse con facilidad. Por ejemplo Barcelona empezó a usar en torno a 1970-1975 un modelo de Duraleu-Forte inspirado en los cascos italianos Mispa.
En torno a finales de los 80 e inicios de los 90 se empieza a usar el casco Römer Galaxy. Actualmente, desde el 2009 - principios de la década de 2010, el Cuerpo usa cascos MSA Gallet F1, de fabricación francesa.

## El Espacio Bomberos
El Espacio Bomberos está ubicado en la calle Lérida y fue inaugurado el 11 de noviembre de 2016.
El edificio tiene dos pisos de altura y es un espacio museístico que pone en valor la historia del Cuerpo, con exposiciones permanentes y temporales, de la historia del Cos de bombers de Barcelona, la prevención y la autoprotección, y la formación dirigida al público familiar, general y escolar, así como a los profesionales del sector.
Este nuevo espacio, inaugurado el 11 de noviembre de 2016, quiere convertirse en una institución pública abierta a la ciudadanía donde se quiere impulsar la investigación y la divulgación del conocimiento en el ámbito de la prevención y la autoprotección, con voluntad de convertirse en un centro de referencia.
En el patio de acceso, como recuerdo, en el Espacio Bomberos de Barcelona, también hay un mural con 31 placas (Nombre, cargo, escudo histórico, fecha de nacimiento y fallecimiento) de bomberos muertos en acto de servicio, una viga-cruz del incendio de Iberia Radio de 1971 en el que perdieron la vida tres bomberos y una estatua de granito de Sebastián Bahía y Cerdà.
La exposición incluye más de mil piezas entre las que destaca la bomba Delahaye, más conocida como Genoveva , uno de los vehículos históricos emblemáticos del Cuerpo. Aparte de los utensilios expuestos, el museo cuenta con diferentes elementos con contenido audiovisual que permiten la interacción de los visitantes. El Espacio también prevé que los usuarios puedan experimentar las sensaciones que se pueden tener durante un incendio, por lo que se ha montado un sistema audiovisual que reproduce todas las etapas de una intervención real, desde la llamada del ciudadano hasta la resolución final de la incidencia.

## Agrupación Cultural y Deportiva de los Bomberos de Barcelona
La ACE es una asociación de carácter no lucrativo que tiene como objetivos entre sus asociados y asociadas promover todo tipo de actividades culturales, fomentar la práctica del deporte así como promover y apoyar acciones sociales y de ayuda humanitaria. Con este espíritu, pues, se creó la ACE en1962. Esta se encarga de organizar y promover las actividades propuestas por los socios o por la propia Junta, siempre que sean viables e interesantes para el colectivo.

## Incendio del Liceo[23]
El Gran Teatro del Liceo ha sufrido dos incendios que lo han destruido totalmente. El primero el 14 de abril de 1861, que destruyó totalmente la sala y el escenario en unas tres horas, y que obligó a tener cerrado el teatro, por las tareas de reconstrucción, durante un año y seis días.

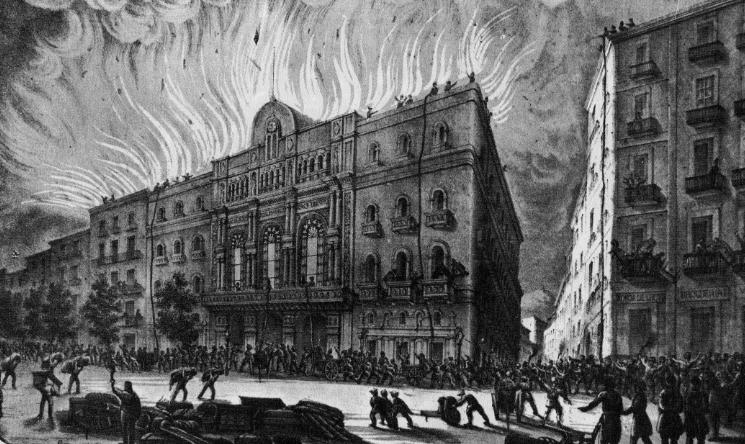
Incendio del Liceo (1861)

Tras el segundo incendio, ocurrido el 31 de enero de 1994, ha sido reconstruido y mejorado, respetando su decoración y estilo originales, responsables de su apreciada sonoridad, y con importantes mejoras tecnológicas que lo han convertido en uno de los teatros más modernos del mundo. Entre las 10:30 y 10:45 de la mañana del 31 de enero, mientras dos operarios trabajaban en la reparación del telón de acero que, en caso de incendio, tenía que impedir que el fuego pasara del escenario a la sala, las chispas de su soplete prendieron en los pliegues del cortinaje fijo de tres cuerpos que escondía la parte alta del escenario. Algunos trozos encendidos de ropa cayeron al suelo, y aunque los trabajadores se apresuraron en apagarlos y se bajó el telón de acero, todo fue inútil: las llamas ya habían saltado al telón de terciopelo y subían hasta el telar y el techo.
Evacuaron los 100 trabajadores de mantenimiento que había y los niños de una escuela que estaban de visita. El fuego era ya incontrolable cuando los bomberos llegaron minutos después de las once. Puede que un poco tarde porque, según parece, los trabajadores habían tratado de apagar el fuego con los medios a su alcance en vez de llamar inmediatamente a los servicios de extinción. Intervinieron 13 autobombas, 4 autoescaleras, 6 furgones de asistencia técnica y 1 ambulancia
El incendio destruyó el escenario y anfiteatro, y causó una gran conmoción en la sociedad catalana y en el mundo de la ópera en general. Gracias al apoyo de las instituciones, al patrocinio de empresas, y a las donaciones particulares, fue reconstruido en un tiempo récord, pudiendo de nuevo abrir sus puertas en 1999.

## Unidades territoriales

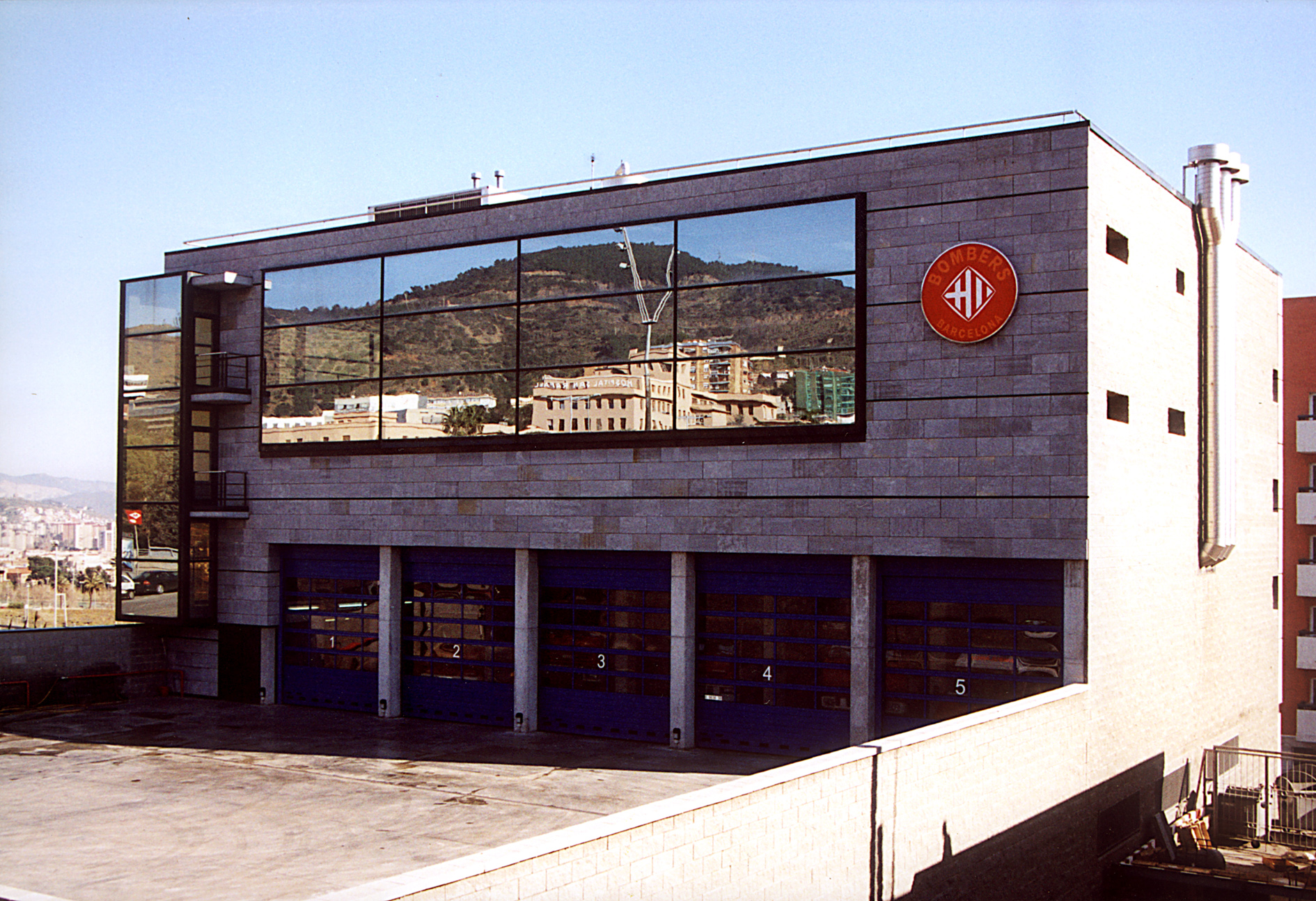
Parque Vall d'Hebrón

El cuerpo dispone de 6 parques y un sub-parque de bomberos divididos en dos unidades territoriales.

### Unidad territorial 1
- Parque del Valle de Hebrón
- Parque de San Andrés
- Parque de Levante
- Parque de Vallvidriera[Nota 1]

### Unidad territorial 2
- Parque del Ensanche
- Parque de Monjuic (sustituyendo al de Atarazanas)
- Parque de la Zona Franca

## Publicaciones
Fahrenheit. Revista corporativa del cuerpo de bomberos editada en catalán.
Història dels Bombers de Barcelona
Col·lecció Imatges i Records: Bombers de Barcelona
https://ajuntament.barcelona.cat/bombers/sites/default/files/documents/historia_bombers_barcelona.pdf
https://ajuntament.barcelona.cat/espaibombers/mediateca/wp-content/uploads/2020/06/apagafocs_15.pdf